# Airspeed AS 5
Die Airspeed AS 5 Courier war ein leichtes einmotoriges Transportflugzeug in Tiefdeckerauslegung des britischen Flugzeugherstellers Airspeed Ltd.

## Geschichte
Die Maschine wurde von Hessell Tiltman, einem der Firmengründer der Airspeed Ltd., entwickelt. Die erste Serienmaschine wurde im September 1933 ausgeliefert. Es wurden nur 16 Maschinen dieses Typs in verschiedenen Serien gebaut, davon allein 11 AS 5A.
Der Erstflug fand am 11. April 1933 statt. Der Prototyp mit dem Kennzeichen G-ABXN verunglückte sowohl im April 1933 in Portsmouth als auch im Juni 1933 bei Martlesham Heath, konnte jedoch jeweils wieder repariert werden.

## Einsatz
Eine Maschine nahm 1934 am MacRobertson-Luftrennen von England nach Australien teil. Sie kam als eine von 11 Maschinen aus einem Starterfeld von 20 in Australien an und wurde Sechste. Diese Maschine wurde bei einem Brand 1939 auf dem Flugplatz in Essendon im Hangar der Ansett Airways vollständig zerstört.
Fünf Maschinen wurden von den Republikanern für den Spanischen Bürgerkrieg gekauft, jedoch verhinderte der Protest der Nicht-Einmischungslobby in England die Auslieferung.
Für die Royal Air Force (RAF) kam eine Maschine mit einem 360 PS starken Sternmotor Armstrong Siddeley Cheetah IX zum Einsatz. Diese Maschine mit dem Kennzeichen K4047 wurde bis 1943 benutzt. Insgesamt hatte die RAF zehn Maschinen im Einsatz. Eine zivile Maschine mit dem Kennzeichen G-ACVF wurde bis 1947 benutzt.

## Konstruktion
Als Besonderheit verfügte dieser Typ als erster aus Großbritannien über ein einziehbares Fahrwerk. Um bei einem Versagen der Fahrwerksmechanik noch unversehrt landen zu können, ragten die Reifen etwas aus ihren Schächten heraus.
Der Flügel und der Flugzeugrumpf wurden aus Holz hergestellt.
Es wurden verschiedene Motorvarianten ausgeführt, die häufigste war die Version mit einem 7-Zylinder-Sternmotor Armstrong Siddeley Lynx IVc mit 240 PS.

## Technische Daten (AS 5B)

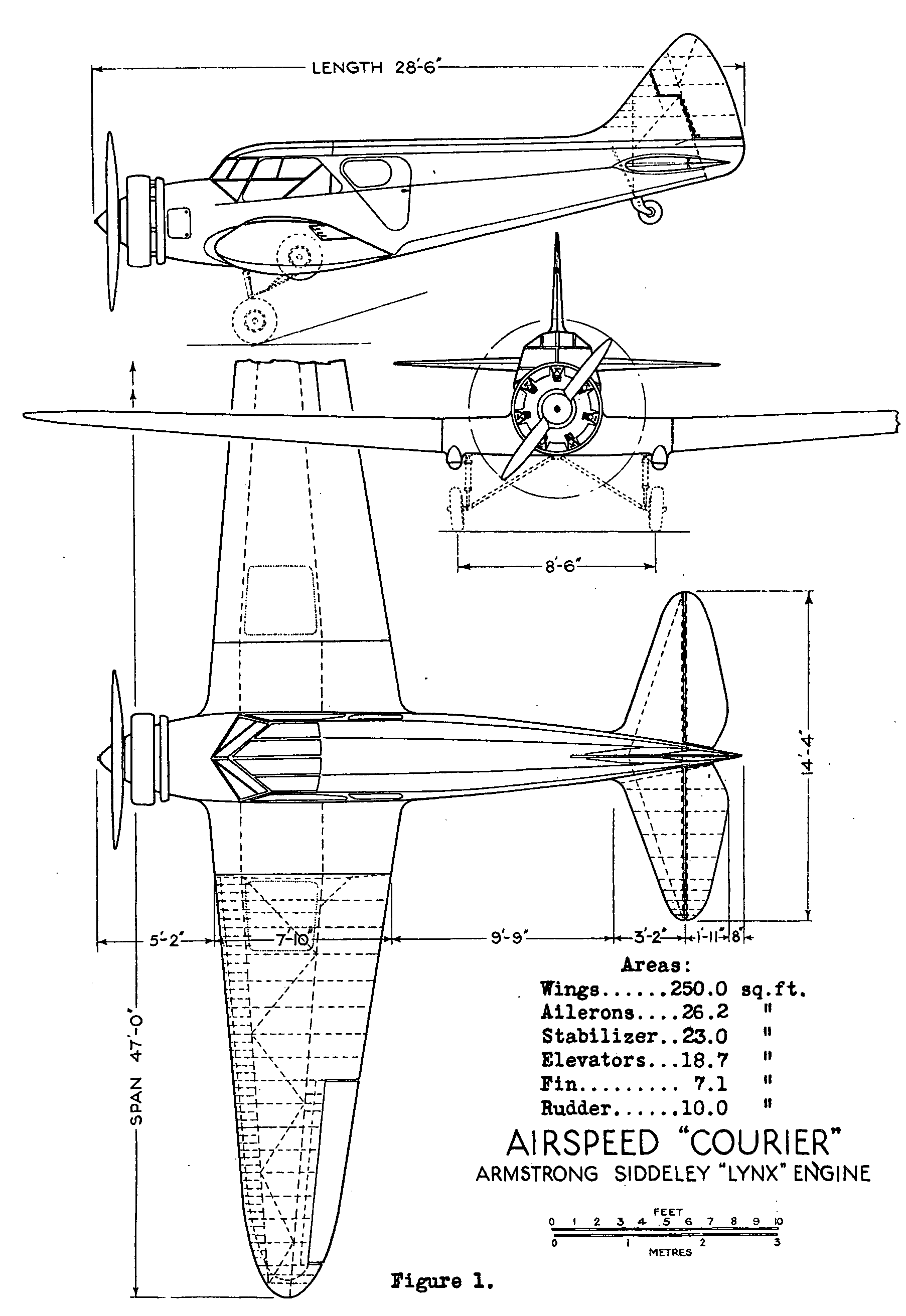
Dreiseitenansicht

| Kenngröße             | Daten                                                                               |
| --------------------- | ----------------------------------------------------------------------------------- |
| Besatzung             | 1                                                                                   |
| Passagiere            | 5                                                                                   |
| Länge                 | 8,69 m                                                                              |
| Spannweite            | 14,33 m                                                                             |
| Flügelfläche          | 23,23 m²                                                                            |
| Flügelstreckung       | 8,8                                                                                 |
| Leermasse             | 1056 kg                                                                             |
| max. Startmasse       | 1814 kg                                                                             |
| Reisegeschwindigkeit  | 233 km/h                                                                            |
| Höchstgeschwindigkeit | 266 km/h                                                                            |
| Dienstgipfelhöhe      | 5180 m                                                                              |
| Reichweite            | 1030 km                                                                             |
| Anfangssteigrate      | 3,9 m/s                                                                             |
| Triebwerke            | ein 7-Zylinder-Sternmotor Armstrong Siddeley Cheetah V mit 305 PS (224 kW) Leistung |

## Sonstiges
1936 versuchten zwei Mitarbeiter von Airspeed, eine AS 5 Courier (vorgesehenes Kennzeichen G-ACVA) zu stehlen, um ihr Glück im Spanischen Bürgerkrieg zu versuchen, scheiterten jedoch schon beim Start. Einer (Arthur Gargett) starb bei dem Versuch, der andere (Joseph Smith) kam für vier Monate ins Gefängnis.